# Élections législatives néo-zélandaises de 1978
Les élections législatives néo-zélandaises de 1978 ont lieu le 25 novembre 1978 pour élire 92 députés de la Chambre des représentants.

## Résultats
|                           |                           |           |       |        |               |
| Parti                     | Parti                     | Voix      | %     | Sièges | +/-           |
|                           | Parti travailliste        | 691 076   | 40,41 | 40     | 8             |
|                           | Parti national            | 680 991   | 39,82 | 51     | 4             |
|                           | Parti du crédit social    | 274 756   | 16,07 | 1      | 1             |
|                           | Parti des valeurs         | 41 220    | 2,41  | 0      | en stagnation |
|                           | Indépendants              | 22 130    | 1,29  | 0      | en stagnation |
|                           |                           |           |       |        |               |
| Suffrages exprimés        | Suffrages exprimés        | 1 710 173 | 99,35 |        |               |
| Votes blancs et invalides | Votes blancs et invalides | 11 270    | 0,65  |        |               |
| Total                     | Total                     | 1 721 443 | 100   | 92     | 5             |
| Abstentions               | Abstentions               | 768 067   | 30,85 |        |               |
| Inscrits / participation  | Inscrits / participation  | 2 489 510 | 69,15 |        |               |